# Nightingale (альбом Erland and the Carnival)
Nightingale — второй студийный альбом британской фолк-рок группы Erland and the Carnival, изданный 27 августа 2011 года на лейбле Full Time Hobby. Альбом сочетает в себе британские фолк-темы с оригинальной рок-музыкой и получил в основном положительные отзывы. Dusted Magazine заявил, что «Nightingale является характерным примером фолк-возрождения для эпохи инди», а журнал DIY отметил альбом как точку, где группа «доказала свою состоятельность в инструментальных экспериментах».

## История
Второй альбом английского гитариста Саймона Тонга (Verve, Blur, the Good, the Bad & the Queen), шотландского певца/гитариста Гавейна Эрланда Купера и валлийского барабанщика Дэвида Нока под знаменем Erland and the Carnival был записан на борту военного корабля HMS President, пришвартованного на Темзе. По словам участников группы, временами они пытались воспроизвести странные шумы, издаваемые внутри корабля. По словам Тонга, "вы могли слышать, как по Темзе проплывают другие суда. Можно было услышать шум пропеллеров. У него были все эти странные супер психоделические звуки… Мы расставили все эти контактные микрофоны в пространстве, где мы записывались, и просто пытались уловить их. А потом вы брали то, что записали, домой и слушали, а на микрофонах были эти странные вещи. Типа «Что это? Я не знаю, но это точно останется».
Если предыдущий альбом группы изобиловал аллюзиями на старые баллады и народные песни, то Nightingale состоит преимущественно из оригинальных композиций. На обложке альбома размещена относительно известная фотография Джанет Ходжсон, летающей по своей спальне, предположительно, из-за полтергейста. Фронтмен Купер утверждает, что арт отражает музыку альбома, так как группа «пыталась создать саундтрек к воображаемому фильму ужасов о сверхъестественном».

## Отзывы
| Оценки критиков | Оценки критиков |
| Источник        | Оценка          |
| --------------- | --------------- |
| Allmusic        | [ 3 ]           |
| DIY             | [ 2 ]           |
| Pitchfork       | 5.9             |
| The Guardian    | [ 6 ]           |
| The Times       | [ 7 ]           |

Альбом получил положительные отзывы от Allmusic, DIY и The Times, а также положительный отзыв и 3/5 звёзд от The Guardian. Рецензия от Pitchfork была смешанной.
Джеймс Кристофер Монгер из AllMusic сказал в рецензии, что альбом Nightingale «ощущается как реликвия, которую подправили, перемикшировали, а затем посадили обратно в землю, чтобы будущее поколение наткнулось на неё, открыло и прорастило сцену… группа берёт традиционную народную музыку, а затем процеживает её через бурлящий психо-рок Piper at the Gates of Dawn эпохи Pink Floyd, электро-фрик-фолк Animal Collective и пасторальную жуть групп Espers и Vetiver, в результате чего получается дикий пастиш из цифрового трюкачества и устной традиции, который передаёт дух прогрессивного рока 70-х, оставаясь верным краткости поп-песен».
В своей рецензии в DIY Мэри Чанг написала: «Хотя Erland & The Carnival быстро перешли к более новому звучанию Nightingale, общий эффект в основном удачный. Этим альбомом они доказали свою состоятельность в инструментальных экспериментах; оригинальные идеи в лирике, объединённые с таким воображением, открывают перед группой безграничные возможности».
По мнению журнала «Dusted Magazine», «явно опирающийся на великую традицию британской народной песни, но при этом способный сочетать её структуру и этику с рок-бунтарством как классического психоделического, так и более позднего гитарного рока, альбом Erland & The Carnival Nightingale является ярким примером фолк-возрождения для эпохи инди».

## Список композиций
| №   | Название                      | Длительность |
| --- | ----------------------------- | ------------ |
| 1.  | «So Tired In The Morning»     | 4:08         |
| 2.  | «Map Of An Englishman»        | 2:58         |
| 3.  | «Emmeline»                    | 4:24         |
| 4.  | «I'm Not Really Here»         | 3:39         |
| 5.  | «I Wish, I Wish»              | 3:20         |
| 6.  | «This Night»                  | 3:20         |
| 7.  | «Nightingale»                 | 4:11         |
| 8.  | «East & West»                 | 3:28         |
| 9.  | «Springtime»                  | 3:00         |
| 10. | «Wealldie»                    | 4:00         |
| 11. | «Dream Of The Road»           | 2:54         |
| 12. | «The Trees They Grow So High» | 5:03         |
| 13. | «Nothing Can Remain»          | 3:13         |